# 2,3-dihidrofuran
2,3-dihidrofuranul este un compus heterociclic. Este unul dintre cei mai simpli eteri de enol și un izomer de poziție al 2,5-dihidrofuranului. Este un lichid volatil incolor. Poate reacționa cu n-butillitiul formând un derivat cu litiu.